# Dark Ages (Film)
Dark Ages ist ein Kurzfilm aus dem Jahr 2002 von Regisseur Daniel Acht und Ali Eckert.

## Handlung
Handlungsort ist England im Jahre 1256. Der legendäre und vielumjubelte König Artus verkündet vor seiner Ritterschar, die Tafelrunde gründen zu wollen und möchte zu diesem Zweck einen runden Tisch bauen lassen. Doch sein hessisch sprechender Schreiner verkompliziert mit ausufernden Einzelheiten und Einwänden den Auftrag, bis sich Artus von ihm entkräftet abwendet. Zum Schluss erörtert der Schreiner auch noch Robin Hood die Tücken des Hausbaus auf Bäumen und vertreibt damit auch diesen potentiellen Auftraggeber.

## Auszeichnungen
- Murnau-Kurzfilmpreis – Friedrich-Wilhelm-Murnau-Stiftung 2004
- Prädikat: besonders wertvoll – Deutsche Film- und Medienbewertung (FBW)

## Rezeption
Das Katholische Filmwerk sieht den Kurzfilm für den Schulunterricht geeignet an: „Der Film eignet sich für Schüler von der 8. – 13. Klasse im Zusammenhang mit den Themen Konfliktlösungen und Kommunikation. Sie sollten ein Gespräch in seinen Grundstrukturen analysieren können und eigene Vorstellungen vom Ablauf konstruktiver Gespräche haben.“